# 미스터블루
미스터블루 주식회사(Mr. Blue Corporation, 한국: 207760)는 대한민국의 만화 콘텐츠 기업이다.

## 논란
2022년 인턴 작가들에게 교육생 명목으로 최저임금에 미달하는 금액을 지급해 '최저임금 위반 및 임금 체불'로 검찰 송치된 적이 있다.